# Voice of heart (曲)
「Voice of heart」（ヴォイス・オブ・ハート）は、は、テレビアニメ『花右京メイド隊 La Verite』の主題歌を収録したシングル。2004年5月21日にジェネオンエンタテインメントから発売された。

## 概要
- 本作には、『花右京メイド隊 La Verite』の声優・田中理恵が「マリエル」名義で担当したオープニングテーマ「Voice of heart」と、吉住梢・門脇舞・吉川由弥が「れもん・まろん・めろん」名義で担当したエンディングテーマ「お世話します!」が収録されている[2]。
- 田中理恵がテレビアニメ主題歌の歌唱を担当するのは、2002年に放送された『ちょびっツ』の「ニンギョヒメ」以来4作目[注 1]で、初のオープニングテーマ担当となっている。ただし、キャラクターソングであるため、個人名義でのソロディスコグラフィにカウントされていない。

## 収録曲
| 全作詞: 飯塚真純、全作曲・編曲: 大島ミチル。 |                                          |           |            |                                                    |      |
| #                                            | タイトル                                 | 作詞      | 作曲・編曲 | 歌                                                 | 時間 |
| 1.                                           | 「Voice of heart」                       | 飯塚真純  | 大島ミチル | マリエル（田中理恵）                               | 3:41 |
| 2.                                           | 「お世話します!」                        | 飯塚真純  | 大島ミチル | れもん・まろん・めろん（吉住梢・門脇舞・吉川由弥） | 2:51 |
| 3.                                           | 「Voice of heart」(オリジナル・カラオケ) | 飯塚真純  | 大島ミチル |                                                    | 3:41 |
| 4.                                           | 「お世話します!」(オリジナル・カラオケ)  | 飯塚真純  | 大島ミチル |                                                    | 2:51 |
| 合計時間:                                    | 合計時間:                                | 合計時間: | 13:04      |                                                    |      |